# 1088 (ban nhạc)
1088 là một nhóm nhạc nam được thành lập vào năm 2000 với các thành viên: Điền Thái Toàn, Vân Quang Long, Ưng Hoàng Phúc, Nhất Thiên Bảo và Nhật Tinh Anh. Ra đời dưới sự chỉ dẫn của nhạc sĩ Đỗ Quang và dưới sự quản lý của Công ty Giải trí Cánh Chim Việt. Nhóm nhạc biểu diễn với phong cách trẻ trung, năng động và nhanh chóng có nhiều fan hâm mộ. Sau tan rã, mỗi thành viên đều hoạt động sự nghiệp solo của riêng mình. Hiện tại chỉ còn Ưng Hoàng Phúc và Nhật Tinh Anh tiếp tục hoạt động ca hát, còn các thành viên còn lại đã giải nghệ và sang Mỹ định cư.

## Hoạt động
Nhóm 1088 đã chinh phục khán giả yêu nhạc trẻ bởi phong cách đa dạng. Nhóm đã xuất hiện trong các chương trình ca nhạc được đầu tư quy mô như: Những chàng trai ca hát, Một thoáng Sài Gòn 17, cuộc thi Hoa hậu Báo Tiền Phong, Sân chơi cuối tuần Nhà Văn hóa Thanh niên, chương trình từ thiện Hướng về miền Tây và nhóm đã đoạt Giải Mai Vàng của Báo Người Lao động năm 2001.
Ưng Hoàng Phúc kể: "Ngày đầu tiên nhóm chúng tôi ra mắt tại hội trường Cung Văn hóa Lao động, đó là ngày LĐLĐ Thành phố Hồ Chí Minh tổ chức trao quà và giao lưu với 50 năm công nhân bị tai nạn lao động. Tôi còn nhớ như in hình ảnh của một chú công nhân bị máy cưa mất hai tay, nhưng lên sân khấu hát rất hay bài Cuộc đời vẫn đẹp sao. Đó là ngày 22 tháng 9 năm 2000".
Năm 2002, Nhóm 1088 tan rã do hết hợp đồng của công ty trước khi kịp tung ra album vol.3 cũng là cuối cùng "Nụ hôn đầu tiên". Sự kiện này đã gây một "chấn động" trong làng nhạc Việt và nhất là với các fan của nhóm. Sau đó, bằng những nỗ lực của các thành viên và công ty, 1088 đã chính thức khép lại tên mình bằng 1 album kỷ niệm với những ca khúc đã thu âm trong thời gian cuối còn ở bên nhau. Album vol.3 Nụ hôn đầu tiên như là một lời chia tay và cảm ơn những tình cảm của các fan dành cho nhóm. Các thành viên bắt đầu sự nghiệp hát solo. Vân Quang Long, một thành viên ban nhạc, tâm sự: "Chúng tôi đã trưởng thành ít nhiều, giờ là lúc mỗi người phải lo cho những ước mơ của riêng mình. Với những gì đã đạt được cũng như trót say mê nghiệp ca hát, dù chia tay nhưng mỗi thành viên chắc chắn sẽ hoạt động tiếp tục trong lĩnh vực nghệ thuật".
Nhóm 1088 tan rã, Vân Quang Long được công ty Kim Lợi Studio mời về làm ca sĩ độc quyền, anh tạo được ấn tượng với khán giả qua single "Màu xanh hoà bình – Màu xanh tình yêu" bên cạnh ca sĩ Cẩm Ly và CD "Thư cuối – Thôi ta chia tay". Ưng Hoàng Phúc đầu quân về công ty WePro Entertainment cũng đã nhanh chóng trở thành "hiện tượng" với loạt bài hit đình đám Thà rằng như thế, Tôi đi tìm tôi, Người ta nói... Nhật Tinh Anh đầu quân và ký hợp đồng độc quyền với "Công ty Nhạc Xanh", bắt đầu hoạt động con đường nghệ thuật với vai trò là ca sĩ solo.
Ngày 16 tháng 8 năm 2014, trong chương trình "Tôi tỏa sáng" về liveshow của Ưng Hoàng Phúc, nhóm 1088 tái hợp chỉ có 3 thành viên là Ưng Hoàng Phúc, Vân Quang Long và Nhật Tinh Anh thể hiện lại ca khúc hit trước đây của họ.
Ngày 5 tháng 4 năm 2019, trong chương trình Ký ức vui vẻ, Nhật Tinh Anh và Ưng Hoàng Phúc đại diện nhóm 1088 song ca liên khúc Muộn màng gồm 2 ca khúc: Muộn màng và Anh nhớ em nhiều
Ngày 29 tháng 12 năm 2020, thành viên trong nhóm là Vân Quang Long (tên thật Lê Quang Hiển sinh năm 1979) qua đời tại Mỹ do đột quỵ.

## Album phát hành
- (Vol.1) (CD) Tình 1088 (2000)
- (Vol.2) (CD,VCD) Bài ca tặng em (2001)
- (Vol.3) (CD) Nụ hôn đầu tiên (2002)

## Ca khúc
- Gửi tình theo gió
- Mộng du
- Mộng liêu trai
- Tình 1088
- Tình say
- Trái tim yêu thương
- Bài ca tặng em
- Muộn màng khi em ra đi
- Bình yên trở lại
- Dòng sông thiếu nữ
- Đêm đẹp nhất của em
- Đừng buồn nữa em
- Anh nhớ em nhiều
- Kỷ niệm
- Năm anh em trên một chiếc xe tăng
- Chân trời mới gọi ta
- Lời thầy cô
- Muộn màng
- Phố mưa bay
- Khúc nhạc yêu đời
- Một ngày bình yên
- Cây đàn sinh viên
- Nụ hôn đầu tiên
- Muốn nói lời yêu em
- Giấc mơ buồn
- Nhớ cha yêu thương
- Đừng vội lìa xa
- Ánh sao tình yêu
- Xuân đã về
- Tiếng sóng
- Em nào biết tình anh
- Còn mãi chờ mong
- Những chàng trai trẻ
- Đừng buồn nữa em
- Gót hồng (ft. Thanh Thảo, Minh Thư, Mây Trắng)

## Giải thưởng
| Năm  | Giải thưởng   | Hạng mục                      | Tác phẩm       | Kết quả   | Nguồn |
| ---- | ------------- | ----------------------------- | -------------- | --------- | ----- |
| 2001 | Giải Mai Vàng | Nhóm nhạc được yêu thích nhất | Bài ca tặng em | Đoạt giải |       |